# Aiptasiogeton hyalinus
Aiptasiogeton hyalinus is een zeeanemonensoort uit de familie Aiptasiidae.
Aiptasiogeton hyalinus werd in 1822 voor het eerst wetenschappelijk beschreven door Stefano Delle Chiaje.